# ریچارد هپ
ریچارد هُپ (انگلیسی: Richard Hope) بازیگر اهل بریتانیا است.
از فیلم‌ها یا برنامه‌های تلویزیونی که وی در آن نقش داشته است می‌توان به باری دیگر برایدزهد، آخرین عشق، زن ستوان فرانسوی، فراوانی، رنگ‌هراسی، پاک‌کننده، ارتش سری، دادگاه جزا، مرکز پزشکی، برامول، حادثه، آدمکشان میدسامر ، ویلیام و مری ، شهر هالبی ، اوج مخملی ، بازرس فویل، قتل در سابوربیا، تپش قلب، ترفندهای نو، پزشک‌ها، شاهد خاموش، پوآرو، ایست‌اندرز، شهر هالبی، دکتر هو، پدر براون، سپس هیچ‌کدام باقی نماندند، برادچرچ، حادثه، جنتلمن جک، ۱۸۹۹، هواپیماربایی، اندور و پولدارک اشاره کرد.